# Calypogeia
Calypogeia egy leveles májmoha nemzetség a Calypogeiaceae családból. Világszerte 52 faj tartozik ebbe a nemzetségbe.

## Jellemzőik
A növények sápadt zöld, kékeszöld színűek, a talajon elterülnek vagy csak kissé emelkednek fel. A levelek elhelyezkedése ún. felsőállású (incubus) (felülnézetből a hajtáscsúcshoz közelebbi levélre felülről felfekszik a hajtáscsúcstól távolabbi levél). A főlevelek két sorban helyezkednek el, illetve vannak a hasi oldalon allevelek, melyek alakja, mérete fontos határozóbélyeg (lehet lekerekített, erősen vagy kissé karéjos). A főlevelek alakja tojásdad (széles-tojásdadtól a háromszög alakúig változik fajonként), a csúcsukon lehetnek kicsípettek. A levélsejtek viszonylag nagyok, vékony falúak, gyakran található bennük olajtestek, melyek száma, alakja, színe, jelenléte szintén fontos határozóbélyeg. A hajtás hasi oldalán gyökerecskék (rhizoidok) vannak, melyekkel rögzíti magát a növény az aljzathoz. A spóratok hengeres, de csak ritkán láthatóak. Néhány fajnál fejlődik ivartalan szaporító sejteket (sarjtestek) fejlesztő hajtás, ami vékonyabb mint a főhajtás és feláll a felszínről. A sarjtestek csak néhány sejtből állnak.

## Elterjedés, élőhely
A nemzetség szinte az egész Földön elterjedt, kozmopolita. Egyedül a sivatagos területeken és az Északi-sarkon nem találhatóak meg a nemzetség fajai.

## Rendszertan és fajok
Világszerte körülbelül 52 fajt sorolnak a nemzetségbe. A többi leveles májmoháktól a Calypogeia nemzetség jól megkülönböztethető, de az egyes fajok elkülönítése már nehezebb. Európában a 20. századig csak három fajt tartottak számon (C. arguta., C. fissa, C. trichomanis).
Közép- és Nyugat-Európában az alábbi fajok a leggyakoribbak, a csillaggal jelölt fajok Magyarországon is megtalálhatóak, vagy megtalálhatóak voltak:
- Calypogeia arguta
- Calypogeia azurea*
- Calypogeia fissa*
- Calypogeia integristipula*
- Calypogeia muelleriana*
- Calypogeia neesiana*
- Calypogeia sphagnicola
- Calypogeia suecica*

## Fordítás
- Ez a szócikk részben vagy egészben  a   Calypogeia című német Wikipédia-szócikk ezen változatának fordításán alapul.  Az eredeti cikk szerkesztőit annak laptörténete sorolja fel. Ez a jelzés csupán a megfogalmazás eredetét és a szerzői jogokat jelzi, nem szolgál a cikkben szereplő információk forrásmegjelöléseként.